# XLink
XLink est une spécification du W3C (appelé parfois XLL pour XLink Language).
Cette technologie permet de créer des liens entre fichiers XML ou portions de fichiers XML (grâce à XPointer). Contrairement aux liens entre fichiers HTML, XLink permet de créer des liens liant plus de deux fichiers.

## Historique
XLink est une recommandation du W3C en 2001. Il est mis à jour en 2010. La fonctionnalité est cependant peu utilisée et est dépréciée, les nouvelles versions des normes comme le SVG ou METS recommandent des schémas locaux en pointeurs.

## Syntaxe
Xlink se déclare comme un espace de noms :
```
<?xml version="1.0"?>

<document
 
xmlns=
"http://example.org/xmlns/2002/document"
 
xmlns:xlink=
"http://www.w3.org/1999/xlink"
>

  
<entete
 
id=
"UnEntete"
>
Mon
 
document
</entete>

  
<paragraphe>
Voici
 
<ancre
 
xlink:type=
"simple"
 
xlink:href=
"#UnEntete"
>
un
 
lien
</ancre>
 
vers
 
l'en-tête.
</paragraphe>

  
<paragraphe>
C'est
 
une
 
ancre
 
qui
 
pointe
 
vers
 
l'élément
 
d'identifiant
 
"UnEntete"
 
sur
 
la
 
page
 
courante.
</paragraphe>

</document>

```